# Parmehutu
Parmehutu of MDR-Parmehutu (Democratisch Republikeinse Beweging-Partij van de Beweging voor de Emancipatie van de Hutu's) was een Rwandese politieke partij van Hutu-nationalisten. 
De partij, die tot 26 september 1959 bekend stond onder de naam Mouvement Social Muhutu (MSM), zette zich in voor de emancipatie van de onderdrukte Hutu-meerderheid in het toenmalige Ruanda-Urundi. Grégoire Kayibanda, partijvoorzitter sinds 1957, wierp in 1961 de Tutsi-monarchie van koning (mwami) Kigeli V van Rwanda omver en stelde een regering van gematigde Hutu's en Tutsi's aan. Na de onafhankelijkheid (juli 1962) werd Kayibanda staatspresident van Rwanda. In oktober 1963 veroverde de Parmehutu bij de algemene verkiezingen alle zetels in het parlement. In 1964 werd Rwanda een eenpartijstaat met Parmehutu als enige partij. Het aanvankelijk gematigd karakter van de partij werd losgelaten en Parmehutu ontwikkelde zich tot een extreem nationalistische groepering met de ideologie van "Hutu-democratie" (d.i. Hutu-overheersing door middel van etnische quota.)
Bij de staatsgreep van juli 1973 werd Kayibanda afgezet en de Parmehutu ontbonden.